# Шарлемань, Адольф Иосифович
Адо́льф Ио́сифович Шарлема́нь, Шарлемань-Боде, Боде-Шарлемань (8 [20] декабря 1826, Санкт-Петербург — 31 января [13 февраля] 1901, там же) — русский живописец и график французского происхождения, последователь «романтического академизма», заметная фигура среди петербургских художников времён «великих реформ» и контрреформ; жанрист, мастер исторической и батальной картины. Автор самого известного в России рисунка игральных карт — так называемой атласной колоды, сценограф

, автор формы придворных арапов. Академик (с 1859) и профессор (с 1867) Императорской Академии художеств.

## Биография и творчество
Родился 8 (20) декабря 1826 года (по другим данным, 8 декабря 1827 года) в Петербурге. Сын архитектора, воспитанника императорской академии художеств И. И. Шарлеманя (1782—1861), внук скульптора-декоратора Жан-Батиста Шарлемань-Боде (1734—1789), француза из Руана, переселившегося в Санкт-Петербург при императрице Екатерине II.
Получил общее образование в Петришуле, где учился вместе со своим братом И. И. Шарлеманем. В 1848 году поступил в Императорскую Академию художеств, в которой занимался сперва исторической живописью, под руководством Ф. А. Бруни, а потом батальной в классе Б. П. Виллевальде. За время обучения получил:
- в 1852 году — Малую серебряную медаль за эскиз «Кавалергарды в Красном Селе»,
- в 1853 году — Большую серебряную медаль за картину «Эпизод из битвы под Аустерлицем»,
- в 1854 году — Малую золотую медаль за исполнение конкурсной программы «Эпизод из венгерской кампании 1848 г.»,
- в 1855 году — Большую золотую медаль за написанную также по программе картину «Суворов на Сен-Готарде» (Большой Гатчинский дворец).

Приобретя вместе с последней из этих наград право на поездку за границу в качестве пенсионера академии, он в том же году отправился в Мюнхен, где пользовался советами А. Е. Коцебу и написал картины: «Торжественный прием Суворова в Милане» и «Последний ночлег Суворова в Швейцарии» (обе находились также в Гатчинском дворце). Второе из этих произведений доставило Шарлеманю в 1859 году звание академика.
Затем он совершил поездку в Париж, где изучал полюбившийся ему стиль «помпадур» по его версальским образцам. Позже посетил немецкий Штутгарт и некоторые другие города Германии. Возвратился в Санкт-Петербург в 1861 году.
Первыми его работами после возвращения были надпрестольные и другие образа для католических церквей при Пажеском корпусе и кладбищенской на Выборгской стороне; затем им были написаны плафоны и стенные панно для домов князя Мещерского в Москве и А. Полежаева в Санкт-Петербурге. В середине 1860-х годов А. И. Шарлемань получил заказ от Экспедиции изготовления государственных бумаг на создание новых рисунков игральных карт, некоторые варианты которых до сих пор выпускаются и известны как «атласные» карты.
В 1867 году появилась наиболее примечательная из картин Шарлеманя — «Екатерина II в мастерской Фальконе», принёсшая художнику звание профессора, приобретённая императрицей Марией Александровной. С этого времени известность его упрочилась и быстро возрастала.
Из-под его кисти, карандаша и пера выходило множество картин, акварелей и рисунков, отличавшихся бойкостью и вкусом исполнения. Его композиции в течение более чем 20 лет были нарасхват у издателей иллюстрированных журналов для воспроизведения их тем или другим графическим способом. Автор иллюстраций к басням И. А. Крылова, Хемницера, Дмитриева и Измайлова (первое издание в 1865 г.), «Песне о купце Калашникове» М. Ю. Лермонтова (издания 1866, 1872 и 1881 годов), четырёхтомному альбому «Северное сияние» В. Генкеля (1862—1865), «Капитанской дочке» и «Евгению Онегину» А. С. Пушкина.
С 1871 года Шарлемань служил художником при Экспедиции заготовления государственных бумаг. В том же году он был приглашен консультантом в рисовальные мастерские позже упразднённого Главного интендантского управления при исполнении акварелью военных сцен, торжеств, манёвров и прочего для альбомов императора Александра II, а в 1873 году получил титул художника Его Императорского Величества. Шарлемань продолжал работать как художник и педагог до самой своей кончины в 1901 году.
Умер 31 января (13 февраля) 1901 года в Петербурге. Был похоронен на участке святого Павла Выборгского католического кладбища; могила утрачена.

#### Семья
Жена — Елизавета Ивановна Гох (род. 1857—после 1903), портретистка, ученица И. Н. Крамского, дочь академика исторической живописи и владельца фотомастерской на Невском проспекте И. А. Гоха.
Сыновья:  
- Иосиф Адольфович Шарлемань (1880—1957), художник.
- Иван Адольфович Шарлемань (1886—1919 или 1920), художник.
  - Внучка — Лидия Ивановна Шарлемань (Шарлемань-Новосад), художница.
  - Внучка — Елизавета Ивановна Шарлемань (1917/8—1994), художница.

## Живопись
Картины Шарлеманя, написанные масляными красками:
- «Эпизод из битвы под Аустерлицем» (получила Большую серебряную медаль Императорской академии художеств, 1853);
- «Эпизод из венгерской кампании 1848 г.» (Малая золотая медаль, 1854);
- «Фельдмаршал А. В. Суворов на вершине Сен-Готарда 13 сентября 1799 года» (полное название картины — «Монахи августинского ордена встречают фельдмаршала графа на вершине Сен-Годарда в Швейцарии в 1799 году») (Большая золотая медаль, 1855);
- «Торжественный приём Суворова в Милане 18 апреля 1799 года»;
- «Последний ночлег Суворова в Швейцарии» (принесла звание академика живописи в 1859 году);
- «Царская охота в XVI столетии» (1858; в Третьяковской галерее)[9];
- «Екатерина II в мастерской Фальконе» (звание профессора живописи, 1867);
- «Пётр I всенародно объявляет о заключении мира со Швецией» (1860; с 1950 года в Эрмитаже)[10];
- «Пётр I в 1697 г. накрывает заговорщиков в доме Циклера» (1884; находилась в музее Академии художеств, с 1923 года в Русском музее).

Картины Шарлеманя, написанные акварелью и гуашью:
- «Прощание солдата с родиной», 1853 (в собрании Одесского художественного музея);
- «В казарме», 1853 (в собрании Одесского художественного музея);
- «Прогулка» (в собрании Одесского художественного музея).

## Галерея произведений А. И. Шарлеманя
- Казнь Пугачёва (1855)
- Иллюстрация к 3-му тому «Истории 13-го Лейб-Гренадерского полка за 250 лет» (1893)
- «Фельдмаршал Суворов на вершине Сен-Готарда 13 сентября 1799 г.» (1855)
- Торжественный приём Суворова в Милане в 1799 г. 
(конец 1850-х гг.)
- Русские в Париже в 1814 г. (1877)
- Лейб-гвардии Павловский полк в 1882—1890 гг. (1890)
- Лейб-гвардии Павловский полк в 1831—1845 гг. (1890)
- Преображенский полк. Рядовой, сержант, офицер (ок. 1899 г.)

## Иллюстрации
- Лермонтов М. Ю. Песня про царя Ивана Васильевича, молодого опричника и удалого купца Калашникова / [Соч.] М. Ю. Лермонтова (1837); с 12 рис. Г. Шарлеманя и с новым портр. Лермонтова, грав. в. Лейпциге. — Санкт-Петербург: А. И. Глазунов, 1865. — 40 с.
- Русские люди: Жизнеописания соотечественников, прославившихся своими деяниями на поприще науки, добра и обществ. пользы: С портр., грав. на стали по рис. А. Шарлемань. Т. 1—2. — СПб.; М.: М. О. Вольф, 1866. — 2 т.
- Художественный альбом в память столетия военного ордена Святого великомученика и победоносца Георгия 1769—1869 / [сост. и рис. на камне проф. А. Шарлемань]. [Вып. 1. — СПб.]: лит. А. Ильина, [1870].
- Сборник лучших басен Крылова, Хемницера, Дмитриева и Измайлова: Учебник для детей младш. возраста: С 14 хромолитогр. картинами по рис. А. Шарлеманя. — СПб; М.: т-во М. О. Вольф, [18??]. — [4], 56 с., 1 л. фронт. (грав. тит. л.), 12 л. цв. ил.
- Сборник лучших басен Крылова, Хемницера, Дмитриева и Измайлова. С 14 хромолитографированными картинами по рисункам А. Шарлеманя. — 2-е издание. — СПб.—М.: Издание Т-ва М. О. Вольф, б. г. [середина1880-х]. — [4], 56 с., 1 л. фронтиспис (хромолит. тит. л.), 12 л. ил. На хромолит. тит. л.: С рисунками Иосифа и Адольфа Шарлемань 14 хромолитографированных картин, заявленных на титуле, включают 12 л. иллюстраций, 1 л. фронтисписа (литографированный титул), 1 картинку на обложке.
- Сборник басен Крылова, Хемницера, Дмитриева и Измайлова / С 26 отдельными гравюрами Густава Доре, Шарлеманя, Евгения Ламбера, Гранвиля. — СПб.; М.: т-во М. О. Вольф, ценз. 1887. — [4], II, 156 с., 1 л. фронт. (ил.), 27 л. ил.
- История Лейб-гвардии Преображенского полка / рис. виньеток проф. Шарлеманя. — Санктпетербург: Издание Лейб-гвардии Преображенского полка, 1883—1888.
- Желиховская В. П. Князь Илико, маленький кавказский пленник: Рассказ для юношества / [Соч.] В. П. Желиховской; С рис. А. Шарлеманя и М. Михайлова. — 2-е изд. — Санкт-Петербург: А. Ф. Девриен, ценз. 1893. — [4], 231 с.: ил.
- Царствующий дом Романовых: [Альбом] / под гл. ред. В. В. Функе, со вступ. ст. Е. В. Барсова, ред. лит. отд. Борис Назаревский, ред. худож. отд. худож. А. И. Шистер. — Москва: Т-во скоропеч. А. А. Левенсон, 1913. — [2], 205 с., 30 л. ил.: ил.
- Шарлемань И. А. Народная женская одежда [Изоматериал], Великороссы Петроградской и Олонецкой губерний: почтовая карточка. — [Петроград: Община св. Евгении, 1917] (Картогр. зав. А. Ильина). — 1 л.: хромолитогр.; 14,4х9,2 см.
- Первый сборник Товарищества Русских художников-иллюстраторов, изданный в пользу пострадавших от неурожая. — СПб., 1892. — 46 с.: ил.
- Нечто из артистического мира: Наброски пером и карандашом: рассказы: В. А. Боброва, П. П. Гнедича, барона М. П. Клодта, М. Е. Малышева, М. О. Микешина, В. М. Михеева, Н. И. Познякова и М. О. Розова / рис.: В. А. Боброва, Н. А. Богданова, И. К. Видмана, Е. И. Григорьева, Н. П. Загорского, М. И. Зощенко, барона М. П. Клодта, Г. П. Кондратенко, В. Крюкова, А. И. Лебедева, В. М. Максимова, М. Е. Малышева, М. О. Микешина, Т. И. Никитина, К. И. Тихомирова и А. И. Шарлеман. — СПб.: М. М. Ледерле и К°, ценз. 1895. — [2], 252, VII с. : ил.